# 천체관측
천체관측(天體觀測)은 천체와 천체의 운행, 변화 등을 관측하는 것이다. 천체를 관측하는 일은 밤 하늘을 맨눈으로 올려다 보는 것으로부터 시작되었다. 이러한 관측에서 비롯한 학문을 천문학이라고 부른다.
쌍안경이나 작은 망원경을 사용하여 취미로 하는 관측에서부터 천문대의 대구경 망원경 또는 특수한 관측장비를 사용하는 관측에 이르기까지 목적은 다양하다. 천체는 주로 지구상에서 관측하며, 인공위성의 궤도상에서 이루어지기도 한다. 중요한 관측대상은 별자리와 항성, 혜성, 유성, 행성, 달, 소행성 등이다.

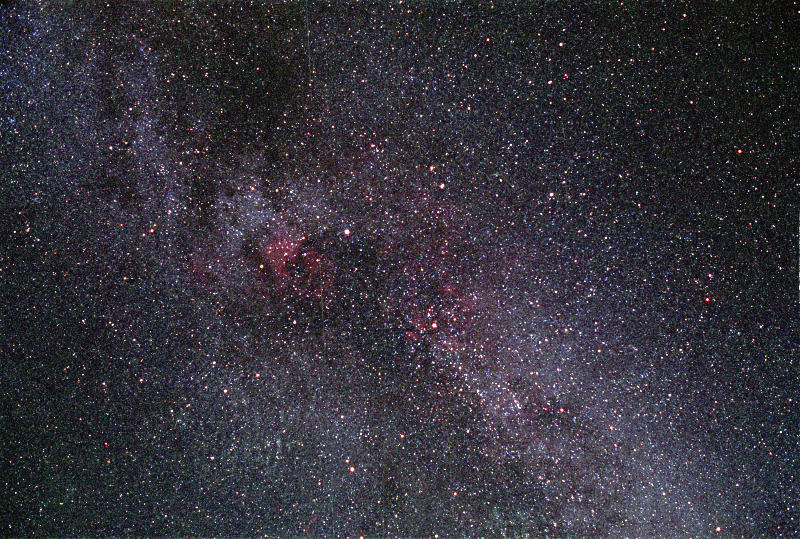
한여름 밤하늘의 은하수

## 종류
천체를 관측하는 데는 특별한 경우를 제외하고는 예외없이 망원경을 사용하는데, 그 목적에 따라 망원경 자체의 형식, 사용법, 수단, 부속 장치 등에 꽤 많은 종류가 있다.
- 실시 관측

가장 간단한 관측법으로, 접안경(接眼鏡)으로 천체를 보는 것이다. 태양, 달, 행성 등의 표면현상이나 혜성의 수색, 엄폐(掩蔽), 식(蝕), 인공위성, 변광성(變光星)을 관측하는 데 쓰인다. 접안부에 특별한 장치를 붙이는 일도 많고, 시각, 위도 관측을 위한 자오의(子午儀)·애스트럴레이브·천정의(天頂儀), 천체의 좌표 결정을 위한 자오환(子午環) 등에서 각각 독특한 정밀 측미경(測微鏡)이 사용되며, 중성(重星) 기타의 관측을 위한 적도의(赤道儀)에도 측미경을 붙이는 경우가 많다.
- 사진 관측

대물경(對物鏡)의 초점면에 사진 건판을 장치하는 것으로, 매우 다양한 천문 관측에 사용된다. 슈미트 카메라와 같이 초점면이 극단적인 곡면을 이루는 곳에서는 필름을 사용하여 압력을 주어서 그 곡면에 밀착시킬 필요가 있다.
- 광전 관측

사진 건판 대신에 광전 증배관(光電增倍管)을 장치하는 관측으로, 광량(光量)을 전기량으로 변환하여 정밀하게 나타낼 수가 있으므로, 주로 천체의 광도 측정, 예를 들면 변광성·야천광(夜天光)·황도광 관측 등에 사용된다. 2종 필터나 3종 필터를 통하여 사진을 찍거나 광전측광(光電測光)을 함으로써 천체의 색깔을 관측하기도 한다. 또한 근년에는 전기적으로 별의 빛을 증광(增光)하는 특수 전자관의 연구가 왕성하다.
- 천체 분광(分光) 관측

대물경(對物鏡) 초점부에 분광장치를 붙이는 것으로, 천체의 넓은 범위에 걸친 물리적 성질을 조사하기 위한 중요한 관측이다. 프리즘이나 격자(格子)를 대물경 전면에 가득 채우면서 장치하는 방식의 분광관측도 있다. 태양을 관측할 때에는 빛이 충분히 강렬하므로, 프리즘보다도 분해능(分解能)이 높은 광학격자(光學格子)가 사용되는데, 이것으로 분해한 빛의 극소부분에 의하여 태양면의 여러 현상을 관측한다든지 특수 필터를 통한 단색광으로 태양의 전면 또는 코로나 등의 특수 부분을 관측할 수도 있다. 천체로부터 방사되는 전파는 빛에 비해서 공간에서의 흡수, 산란을 받는 일이 적으며, 또 그 방사기구(機構)가 다르다는 등의 이유에서, 은하계나 우주의 구조, 항성의 진화 등의 연구에 중요한 자료가 된다. 따라서 거대한 전파망원경이 여러 곳에 건설되었다.

## 역사
고대 이집트 문명과 잉카 문명에서도 천체 관측은 있었으며, 천체의 운행에 의한 시간을 측정하여 계절 등 농경이나 일상생활에 필요한 달력을 만들었다. 피라미드의 구조와 잉카의 천문대 유적, 그리고 유럽의 스톤헨지 등의 거석유물 중에는 춘분과 추분 등 태양의 위치를 관찰하였음을 시사하는 배열의 구조를 찾아볼 수 있다. 그 뒤로 배가 발달함에 따라 별은 어두운 밤 속에서 방향을 알려주는 역할을 하였다. 북극성, 북두칠성, 남십자성 등은 남북의 방향을 가리키는 대표적인 천체이다.
고대 그리스의 철학자 탈레스는 주의 깊게 천체를 관측하여 다음 시기의 곡물의 작황을 예상하여 큰 이익을 얻었다는 일화가 전해 내려온다. 또한, 고대로부터 별자리나 행성의 운행, 하늘의 상태를 관찰하여 운세를 점치는 점성술이 발달하였다.
천체 관측의 지식이 축적되어 천문학이 발전하였다. 이집트 프톨레마이오스 왕조의 학자였던 에라토스테네스는 지구의 크기를 측정하기도 했다.
네덜란드의 한스 리퍼세이(Hans Lippershey)가 망원경을 발명하였고, 이를 응용하여 이탈리아의 갈릴레오 갈릴레이가 망원경을 만들어 하늘을 관측하였다.

### 한국의 천체 관측
한국 최초의 관측은 《삼국사기》〈신라본기〉 박혁거세 9년(기원전 49년) 봄 3월의 혜성 관측 기록이다. 고려 시대의 천체 관측기록은 독자적이고 정확한 것으로 인정받고 있다.
조선 시대의 천체 관측 기록은 일식관측기사(日蝕觀測記事)를 《증보문헌비고(增補文南犬備考)》〈상위고(象緯考)〉에서 종합하여 보면, 태조대 2회, 정종대 1회, 태종대 3회, 세종대 11회, … 고종대 19회 등 모두 190회에 달한다. 《조선왕조실록》에 기록된 일월식 기사에 의하면, 당시 관측규정은 《서운관지(書雲觀志)》의 일월식관측 규정대로 식(蝕)의 시각(時刻)과 시간, 방향, 정도 등을 관측하고 도시(圖示)하였다. 조선의 전후기를 통한 혜성관측기록(彗星觀測記錄)은 객성(客星) 24회, 혜패 79회로 모두 103회에 달한다. 이 밖에도 수백회에 달하는 태양의 흑점(黑點), 유성(流星), 성운(星隕) 및 성운우(星隕雨) 등의 관측기록이 남아 있다.

## 응용
천체는 시간과 계절에 따라 일정하게 바뀌므로 이를 관측함으로써 생활에 응용하기도 하였다.
시간
가장 널리 쓰였던 것이 해시계이다. 태양의 운행을 관측하면 시간을 알 수 있다. 이를 응용하여 자오선상에 있는 천체를 관측하여 해당 위치의 지역표준시를 알 수 있다.
농경
별자리의 운행을 관측하여 농작물의 파종 시기를 비롯하여 관리가 필요한 시기를 알 수 있다. 동아시아에서는 태양의 위치에 따른 24절기에 따라 농사의 시기를 정하였다.
지리
태양과 별자리의 위치와 방향을 관측하여 현재 위치의 방위를 알 수 있다. 사분의나 육분의 등이 이러한 용도로 쓰였다.
행성탐사
행성 탐사선에서는 황도면의 북극과 남극에 위치한 천체를 기준 좌표로 하여 이들을 관측하는 센서를 탑재하며, 이로부터 우주 항해에 필요한 방향을 알아낸다.

## 같이 보기
- 천문학
- 역법
- 광공해
- 망원경
- 천문대
- 아마추어 천문학

## 참고 문헌
- (일본어) 長沢工, 《はい、こちら国立天文台―星空の電話相談室》, 新潮社
- (일본어) 長沢工, 《天文台の電話番 国立天文台広報普及室》, 地人書館
- (일본어) 長沢工, 《天文の位置計算 増補版》, 地人書館
- (일본어) 中野主一, 《天体の軌道計算》 ,誠文堂新光社
- (일본어) 長谷川一郎, 《天文計算入門-球面計算から軌道計算まで》, 恒星社厚生閣